# Mesoleptobasis acuminata
Mesoleptobasis acuminata – gatunek ważki z rodziny łątkowatych (Coenagrionidae). Występuje w północnej części Ameryki Południowej; stwierdzony w Brazylii (w stanach Amazonas i Pará), Kolumbii, Gujanie i Peru.